# Marcelo Javelly Girard
Marcelo Javelly Girard (Xalapa-Enríquez, Veracruz; 1927) es un político, abogado y diplomático mexicano, miembro del Partido Revolucionario Institucional. Se desempeñó como secretario de Desarrollo Urbano y Ecología durante la presidencia de Miguel de la Madrid.

## Biografía
Nació en Xalapa, Veracruz, el 18 de enero de 1927. Fue licenciado en Derecho por la Universidad Nacional Autónoma de México. 
Fue Jefe de la Oficina Auxiliar de la Dirección de Crédito de la Secretaría de Hacienda de 1958 a 1965; director del Fondo de Operación y Descuento Bancario a la Vivienda de 1965 a 1971; vicepresidente de la Comisión Nacional Bancaria y de Seguros de 1971 a 1972; subdirector financiero del Instituto del Fondo Nacional de la Vivienda para los Trabajadores de 1972 a 1974; director del Fideicomiso Liquidador de Instituciones y Organizaciones Auxiliares de Crédito de 1977 a 1982 y director del Banco Aboumrad en 1982. Fue nombrado secretario de Desarrollo Urbano y Ecología el 30 de diciembre de 1982. 
De 1987 a 1989 fue designado embajador de México en Suiza.